# Schu-mine 42

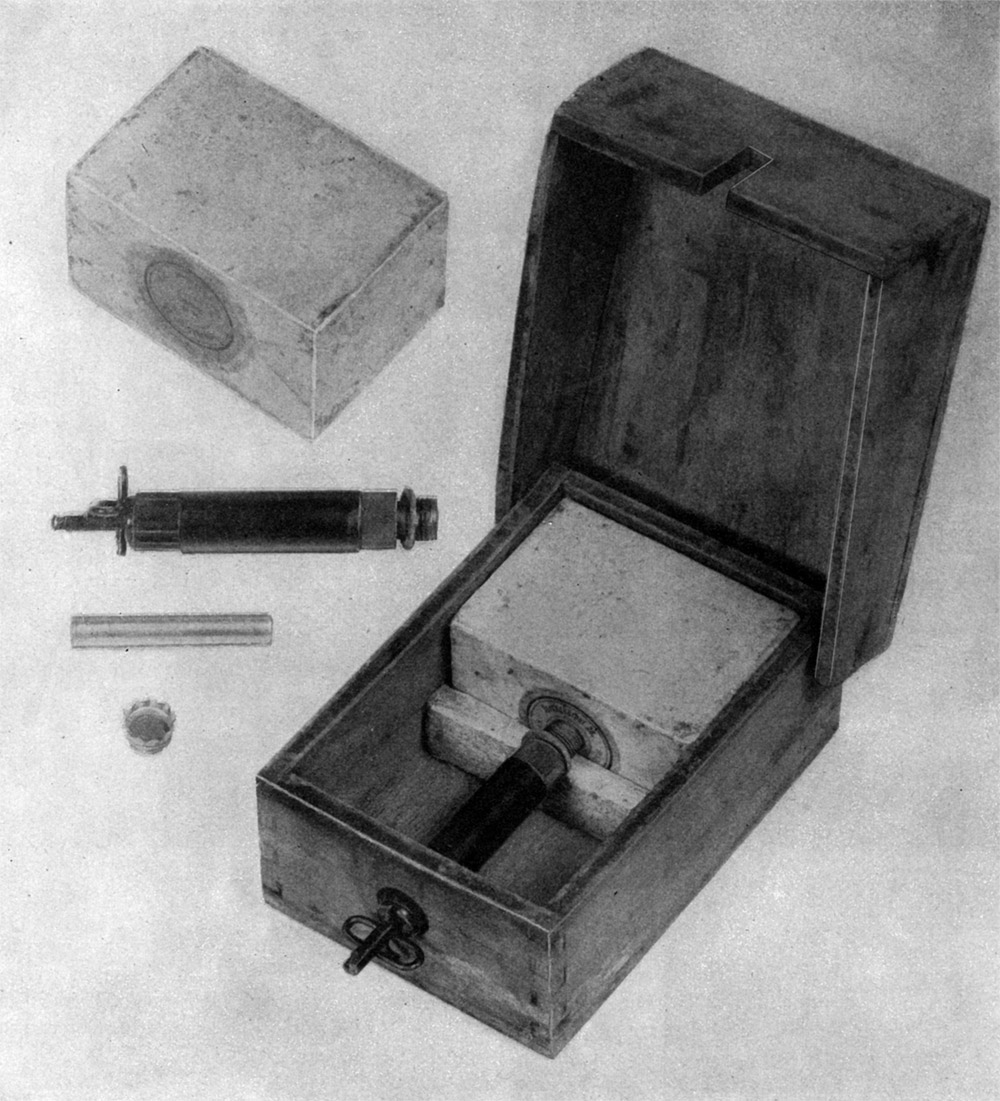
Schu-mine 42

Schu-mine 42는 독일이 제2차 세계대전에서 사용하던 목함지뢰이다. 이름의 42는 1942년에 개발되었다는 의미이다.
금속 부품이 최소한도로 사용되어서, 초기의 금속탐지기에는 탐지되지 않았다. 노르망디 상륙작전에서 영국군은 탐지견을 이용해 Schu-mine 42를 찾아냈다.

## 비교
러시아 목함지뢰 오리지날 버전인 PMD-6는 1939년 소련-핀란드 전쟁(겨울 전쟁)에서 최초로 사용되었다. 반면에 나치 독일은 1942년에 목함지뢰를 개발했다는 것을 보면, 러시아가 원조로 추정된다.
2015년 8월 4일 7시 35분 북한이 남측 DMZ 통문에 매설한 목함지뢰로 인해, 통문을 열고 남측 비무장지대를 들어가려던 제1보병사단 (대한민국) 수색대대 하재헌 하사(21)가 양다리 절단, 김정원 하사(23)가 오른쪽 다리가 절단되는 부상을 입었다. 당시 북한 목함지뢰의 폭약이 200g이라고 하는데, 나치 독일의 목함지뢰도 200g이다. 미군과 한국군이 사용하는 M14 지뢰는 테트릴 29g의 폭약을 사용하는데 비해, 목함지뢰는 상당히 대형이다.

## 제원
- 무게: 500g
- 장약: TNT 200g
- 길이: 127mm
- 폭: 50mm
- 높이: 100mm
- 작동압력: 3~5kg

## 같이 보기
- 목함지뢰